# Agustí Fernández
Agustí Fernández (Palma, 1954) és un pianista i compositor mallorquí. Va estudiar al Conservatori de Palma. Va ser director musical del Big Ensemble del Taller de Músics i director de l'Orquestra del Caos, i ha publicat nombrosos discos.

## Discografia
- Agustí Fernández, Susie Ibarra & William Parker Live at the Joan Miró Foundation (Synergy 1998)
- 1 is not 1 (Nova Era 1998)
- Agustí Fernández & Big Ensemble del Taller de Músics Aura (Taller 1991)
- Agustí Fernández Quartet Lonely Woman (mit David Mengual, Liba Villavecchia, Jo Krause; Taller/Sirulita 2004)
- Agustí Fernández & Derek Bailey A Silent Dance (Incus 2005)
- Agustí Fernández, Barry Guy & Ramón López Aurora (Maya 2006)
- Agustí Fernández, John Edwards & Mark Sanders Un llamp que no s'acaba mai (Psi 2007)
- Agustí Fernández & Jo Krause Draco (Anacrusí 2008)
- Celebration Ensemble (Fundacja Sluchaj!, 2017)
- Peter Evans, Agustí Fernández, Mats Gustafsson: A Quietness of Water (Not Two Records, 2017)
- Spontaneous Soundscapes (Not Two, 2018), mit Rafał Mazur, Artur Majewski
- Agustí Fernández & Sarah Claman: Antipodal Suite (Sirulita Records, 2018)
- Agusti Fernández / Liudas Mockunas: Improdimensions (NoBusiness, 2020)
- Torben Snekkestad, Agustí Fernández, Barry Guy: The Swiftest Traveler (Trost, 2020)

## Premis
- Premi Ciutat de Barcelona de música 2009.[1]
- Premi FAD-Sebastià Gasch 2001 per l'espectacle “A modo de esperanza”, creat amb Andrés Corchero,[2] en memòria del poeta José Ángel Valente.
- Premi Altaveu l'any 2000.[3]
- El 2013 va rebre el Premi Nacional de Cultura.